# Dionysia
Dionysia (dionysierna) var en stor religiös festival i antikens Aten till guden Dionysos ära, där den viktigaste händelsen var framförandet av tragedier och komedier. Det var den näst viktigaste festivalen efter Panathenaia. Dionysia bestod egentligen av två sammankopplade festivaler, de Lantliga Dionysia och Stadsdionysia, vilka ägde rum under olika tider på året. De var också en viktig del av Dionysiamysterierna.

## De lantliga dionysia
Dionysia var ursprungligen en lantlig festival i Eleutherai på Attika (Dionysia ta kat' agrous), som troligen firade vinskörden. Det var troligen en mycket gammal festival, som från början kanske inte var sammankopplad med Dionysos. Dessa "lantliga Dionysia" hölls under vintern under månaden Poseideon (ungefär detsamma som december). Den centrala händelsen var pompe, processionen, där fallosar bars av falloforoi. I pompe deltog också kaneforoi (unga flickor, som bar på korgar), obeliaforoi (som bar långa brödlimpor), skafeforoi (som bar andra offergåvor), hydriaforoi (som bar krukor med vatten) och askoforoi (som bar krukor med vin).
Efter pompe kom tävlingar i dans och sång samt körsång (ledd av en choregos), där dityramber framfördes. Några festivaler kan ha inbegripit dramaföreställningar, möjligen av de tragedier och komedier som hade producerats under Stadsdionysia året innan. Detta var dock vanligare i de större städerna, såsom Pireus och Eleusis.
Eftersom de olika städerna på Attika höll sina festivaler på olika dagar var det möjligt för åskådarna att besöka fler än en festival om året. Det gav också Atens medborgare tillfälle att resa utanför sin stad, om de inte hade möjlighet att göra det under resten av året. Detta tillät också resande teatersällskap att uppträda i fler än en stad under festivalperioden.
Komediförfattaren Aristofanes parodierade de lantliga Dionysia i sin pjäs Acharnerna.

## Stadsdionysia

### Ursprung
Stadsdionysia (Dionysia ta en Astei, även kända som de Stora Dionysia, Dionysia ta Megala) var den urbana delen av festivalen, möjligen grundad under den atenske tyrannen Peisistratos styre på 500-talet f.Kr. Denna festival hölls omkring tre månader efter de lantliga Dionysia, under månaden Elafebolion (motsvarande slutet av mars och början av april), troligen för att fira vinterns slut och årets skördar. Enligt traditionen grundades festivalen efter att staden Eleutherai på gränsen mellan Attika och Boiotien hade valt att tillhöra Attika. Eleutheraierna förde en staty av Dionysos till Aten, vilken atenarna till en början avvisade. Dionysos straffade då atenarna med en pest, vilken botades genom en procession där invånarna bar fallosar.
Stadsfestival var en ganska sen företeelse påkomst och låg under Atens arkonts ansvar, snarare än under dess basileios, som annars bar ansvaret för de religiösa festivalerna, när arkontskapet inrättades under 600-talet f.Kr.

### PompeochProagon
Arkonten förberedde Stadsdionysia så snart han blev vald, genom att välja två paredroi och tio epimeletai för att organissera festivalen. På festivalens första dag hölls pompe där medborgare, metiker och representanter från atenska kolonier marscherade till Dionysosteatern på Akropolis södra sluttning, dit de bar den stora trästatyn över Dionysos Eleutheros ("ledandet" eller eisagoge). Precis som vid de lantliga dionysia bar man fallosar av trä eller brons och en kärra framförde en än större fallos. Korgbärare och vatten- och vinbärare deltog i pompe här likaväl som i de lantlig Dionysia.
Under det atenska imperiets höjdpunkt i mitten av 400-talet f.Kr. frambars också olika gåvor och vapen, som visade upp Atens styrka. I processionen framfördes också tjurar, som skulle offras på teatern. De mest iögonfallande medlemmarna av processionen var choregoi, som var klädda i de dyraste och mest utsirade kläderna. Efter pompe ledde choregoi sina körer i de dityrambiska tävlingarna. Dessa var ytterst hårda och de bästa flöjtspelarna och poeterna (såsom Simonides och Pindaros) erbjöd sina musikaliska och lyriska tjänster. Efter dessa tävlingar offrades tjurarna och en fest hölls för alla Atens medborgare. En andra procession, känd som komos, genomfördes därefter, vilken troligen var en fyllerunda genom gatorna.
Följande dag tillkännagav pjäsförfattarna de pjäser, som skulle uppföras och domare valdes genom lottdragning (proagon). Det är okänt var proagon ursprungligen ägde rum, men efter mitten av 400-talet f.Kr. hölls den på Perikles Odeon på Akropolis. Proagon användes också till att prisa framstående medborgare, eller oftare utlänningar, som hade tjänat Aten på något välgörande sätt under året. Under det peloponnesiska kriget fick barn till dem som hade stupat på slagfältet också paradera på Odeon, möjligen för att ära deras fäder. Proagon kunde även användes för andra tillkännagivanden; 406 f.Kr. tillkännagavs pjäsförfattaren Euripides död där.

### Dramaföreställningar
Under pompe renades Dionysiosteatern genom offrandet av en ung gris. Enligt traditionen var den första dramaföreställningen på Dionysian av pjäsförfattaren och skådespelaren Thespis 534 f.Kr. Hans pris var en get, en vanlig symbol för Dionysos och möjligen ursprunget till ordet "tragedi" (vilket möjligen betyder "getsång").
De följande tre dagarna under festivalen ägnades åt tragedier. Tre pjäsförfattare framförde tre tragedier och ett satyrspel var, en uppsättning föreställningar om dagen. De flesta grekiska tragedierna, inklusive dem av Aischylos, Euripides och Sofokles, framfördes på Dionysosteatern. Arkonterna (epimeletai) och domarna (agonothetai) såg på från främsta raden. På festivalens sjätte dag uppfördes fem komedier (exempelvis sådana av Aristofanes). Komedier var inte lika viktiga som tragedier under Dionysia, utan utgjorde en viktigare del under Lenaiafestivalen tidigare på året. Dock ansågs det vara en stor ära att vinna komedipriset på Dionysia.
Efter den klassiska perioden på 400-talet f.Kr. kunde äldre pjäser uppföras igen. Det verkar som om publiken föredrog detta framför uppförandet av nya pjäser av sämre kvalitet. Antalet pjäser växlade också; under det peloponnesiska kriget uppfördes vanligen endast tre tragedier och komedierna uteslöts helt under 100-talet f.Kr. Det verkar inte ha uppförts några nya pjäser efter 100-talet e.Kr., då enbart äldre pjäser uppfördes.
Ytterligare en procession och firande hölls den sista dagen, då domarna valde vinnarna av tragedi- och komeditävlingarna. De vinnande pjäsförfattarna vann en krans av murgröna, men när gamla pjäser uppfördes var det producenten som fick priset, snarare än den sedan länge avlidne pjäsförfattaren.

## Betydelse
Dionysos sågs ofta som det ociviliserades gud och gud över den människans inneboende vildhet, som atenarna försökte kontrollera. Dionysia gav därför troligen möjlighet att släppa alla hämningar genom mycket känslosamma tragedier eller vanvördiga komedier. Under pompe fanns ett moment av ombytta roller - underklassmedborgare kunde håna och retas med överklassen, eller så kunde kvinnor förolämpa sina manliga släktingar. Detta var känt som aischrologia eller tothasmos, ett koncept, som också återfanns under de Eleusiniska mysterierna.
Pjäserna kunde peka på idéer, som vanligtvis inte omtalades eller dryftades i vardagslivet. Aischylos Perserna var, till exempel, visserligen patriotisk mot Aten, men visade ändå sympati för perserna, vilket egentligen var oklokt under normala förhållanden. Aristofanes parodier gisslade politiker och andra kändisar i Aten och gick även så långt som att uppföra en antikrigspjäs (Lysistrata) mitt under peloponnesiska kriget. Dionysia tillät honom dock att komma undan med kritik som normalt sett inte skulle ha varit tillåten.

## Kända vinnare under Stadsdionysia

### Tragedi
- 484 f.Kr. - Aischylos
- 472 f.Kr. - Aischylos (Perserna)
- 471 f.Kr. - Polyfrasmon
- 468 f.Kr. - Sofokles (Triptolemos)
- 467 f.Kr. - Aischylos (De sju mot Thebe)
- 463 f.Kr. - Aischylos (De skyddssökande)
- 458 f.Kr. - Aischylos (Orestien)
- 449 f.Kr. - Herakleides
- 441 f.Kr. - Euripides
- 441 f.Kr. - Sofokles, (Antigone)
- 431 f.Kr. - Euforion (Aischylos son), Sofokles på andra plats
- 428 f.Kr. - Euripides (Hippolytos)
- 427 f.Kr. - Filokles (Aischylos brorson), Sofokles på andra plats
- 415 f.Kr. - Xenokles
- 409 f.Kr. - Sofokles (Filoktetes)
- 406 f.Kr. - Euripides (Backanterna)
- 372 f.Kr. - Astydamas

### Komedi
- 486 f.Kr. - Chionides
- 472 f.Kr. - Magnes
- 458 f.Kr. - Eufonios
- 450 f.Kr. - Krates
- 446 f.Kr. - Kallias
- 437 f.Kr. - Ferekrates
- 435 f.Kr. - Hermippos
- 425 f.Kr. - Aristofanes (Acharnerna)
- 424 f.Kr. - Aristofanes (Riddarna)
- 422 f.Kr. - Kantharos
- 414 f.Kr. - Ameipsias (Uppväckarna)
- 405 f.Kr. - Aristofanes (Grodorna)
- 402 f.Kr. - Kefisodoros
- 290 f.Kr. - Poseidippos
- 278 f.Kr. - Filemon
- 185 f.Kr. - Laines
- 183 f.Kr. - Filemon
- 154 f.Kr. - Chairion